# Hana Jüptnerová
Hana Jüptnerová, roz. Špičková (31. ledna 1952 Trutnov – 7. října 2019 Vrchlabí) byla česká pedagožka a disidentka, signatářka Charty 77 a po Sametové revoluci spoluzakladatelka buňky Občanského fóra ve Vrchlabí.

## Biografie
Hana Jüptnerová se narodila 31. ledna 1952 v Trutnově. Hanin otec pocházel z jiné příhraniční oblasti – ze Železné Rudy, matka z venkova, z okolí Jičína. Oba se narodili v roce 1921. Otec byl za války totálně nasazen a po návratu z Berlína, zřejmě pod vlivem válečných zážitků, přestal být praktikujícím katolíkem. Po válce dokončil studia. Stal se inženýrem ekonomie, později jako jazykový talent dálkově vystudoval angličtinu a francouzštinu. Pracoval jako technický úředník v Tesle, a proto dostala rodina byt v jednom z dřevěných dvojdomků v Herlíkovicích, necelý kilometr od Tesly a 4 km od centra Vrchlabí. Matka pracovala jako účetní. V roce 1957 se Haně narodil bratr, kterému však byla přibližně v devíti letech diagnostikována duševní porucha, takže vyrůstal v ústavu.
Hana trávila dětství s ostatními dětmi na stráních a v lesích na úpatí Krkonoš. Do Vrchlabí sice jezdila do školy, ale jinak bylo její dětství nepoznamenané městskou civilizací, místní hudební školou nebo knihovnou. Sama své dětství popisuje takto: „Trpěla jsem nedostatkem podnětů, doma nebyly žádné knížky, neměla jsem nikoho, kdo by mě nasměroval.“ Po deváté třídě přešla na Střední všeobecně vzdělávací školu ve Vrchlabí.
Dne 28. prosince 1969 ji postihla tragédie v podobě požáru rodinného dvojdomku. Tehdejší noc byla obzvláště mrazivá, více než −20 °C, a téměř třicet let stará dřevostavba byla během krátké doby zcela v plamenech. Hana se zachránila skokem z okna, její matka a bratr v domě uhořeli. Otec sice také vyskočil z okna, avšak za deset dní zemřel v nemocnici na embolii. Ještě před smrtí jí v nemocnici nadiktoval adresy, na které má zaslat parte. Byla mezi nimi i adresa disidenta Luboše Poláka, který přijel na pohřeb. Později u něj na Českomoravské vrchovině našla Hana druhý domov.
Město Vrchlabí Haně přidělilo malý byt a v roce 1970 byla přijata na brněnskou filozofickou fakultu ke studiu učitelských oborů češtiny a němčiny. Během studia strávila dva semestry na partnerské škole v Greifswaldu na Baltu, v tehdejší Německé demokratické republice. Ke konci studijního pobytu zjistila, že v evangelické církvi je možné setkávání mladých (společenství Junge Gemeinde), a tam se seznámila se studentem teologie Reinhardem Kellerem. Po návratu do Brna dopisovala diplomovou práci, učila němčinu v kurzech a žila vztahem s Reinhardem.
Po studiu se vrátila do Vrchlabí a v září 1976 nastoupila na svoje první učitelské místo na gymnáziu v blízké Jilemnici coby učitelka němčiny (a na částečný úvazek také na gymnáziu ve Vrchlabí). Když Reinhard vztah s Hanou ukončil, poznala na gymnáziu kolegu Gerharda Jüptnera – ten pocházel z německé sudetské rodiny, která po válce směla zůstat v Československu, protože tu chyběly pracovní síly. Narodil se v červnu 1945 a kruté poměry odsunu a pobyt v lágru přežil jen zázrakem. V době, kdy Hana čekala druhé dítě, se manželství rozpadlo, zejména kvůli návratu R. Kellera; v té době (1979) také podepsala Chartu 77. Díky manželství s Gerhardem měla možnost seznámit se s fakty o násilném vystěhování německých obyvatel, o transportech, lágrech...
V roce 1982 se stala členkou evangelického sboru ve Vrchlabí. Po mateřské dovolené nastoupila znovu do jilemnického gymnázia (1983), na zkrácený úvazek. Přibližně v roce 1985 se pokusila získat do pěstounské péče synova romského spolužáka umístěného v dětském domově, ale protože nebyla „osobou vhodnou k výchově dítěte v socialistickém duchu“, žádost byla zamítnuta. Po skončení pracovního poměru na gymnáziu (1988) se jí z politických důvodů nedařilo získat práci (viz níže), takže jí kromě jiného hrozilo i stíhání pro příživnictví.
Vychovala dva syny a v pěstounské péči tři romské děti. V srpnu 1992 přijala do péče dvaapůlletou holčičku, v roce 2002 dvě dívky, sestry, sedmiletou a osmiletou.

## Disidentská činnost
Hana už na střední škole projevovala politické myšlení, zřejmě i v důsledku invaze vojsk Varšavské smlouvy do Československa v srpnu 1968: tanky Varšavské smlouvy sledovala ze silnice se svou první láskou. Později například iniciovala akci poslat blahopřání k narozeninám Alexandru Dubčekovi (27. 11. 1968 mu bylo 47 let) – v časech počínající normalizace se ale ve třídě našel pouze jeden spolužák ochotný přání podepsat.
Po výše uvedené rodinné tragédii nalezla v dokumentech po otci kopii jeho přihlášky do komunistické strany, pocházející z doby až po srpnu 1968. Zřejmě právě snaha vyrovnat se s tímto šokujícím zjištěním ji přivedla k bližšímu vztahu s Lubošem Polákem. Ten žil disidentským životem už delší dobu, odmítl být součástí establishmentu a zvolil si práci hlídače v místním JZD. Ta mu umožňovala relativně svobodný život, kam se vešlo i přepisování samizdatů během nočního hlídání. Stal se také jedním z prvních signatářů Charty 77. Hana ji podepsala také, ale vlastně nadvakrát: poprvé Luboš Polák její podpis nepředal dál, protože ji chtěl jako matku-samoživitelku chránit. Podruhé ji Hana podepsala roku 1979, během druhého těhotenství, krátce před rozpadem manželství s Gerhardem. Stejně jako pro mnoho jiných disidentů byl i pro Hanu rozhodující autoritou Václav Havel. Hrádeček, kde Havel pobýval, nebyl od Vrchlabí daleko, ale vypravit se tam vyžadovalo značnou dávku odvahy. Zdeněk Kašťák, jediný další chartista z Vrchlabí, se Haně ozval z emigrace v Austrálii – měl problémy a nebyl tam šťastný. Hana se vypravila na Hrádeček pro pomoc a radu. „Probral se mnou všechno. Jezdila jsem tam víckrát, půjčovala jsem si knížky, četlo se to mezi přáteli. Cítila jsem se vždycky jako po očistné lázni,“ popisovala setkání s Havlem později.
Na jilemnickém gymnáziu byla Hana jedinou kvalifikovanou vyučující němčiny. Se studenty otevřeně diskutovala, nebála se hovořit o tématech jako demokracie a svoboda. Vedení školy jí znepříjemňovalo život časovým rozvrhem hodin: penzum 11 vyučovacích hodin týdně bylo rozvrženo do čtyř pracovních dní na začátek a konec výuky, takže musela do školy jezdit autobusem z Vrchlabí do Jilemnice po 7. hodině ráno a zpět až před 16. hodinou (obdobně jako kdyby měla standardní pracovní dobu 40 hodin týdně).
Další zvrat v Hanině životě nastal po 26. dubnu 1988, kdy ve vězení v Hradci Králové zemřel další vrchlabský disident Pavel Wonka. Jeho pohřbu 6. května 1988 ve Vrchlabí se zúčastnilo okolo dvou tisíc lidí (vedle místních občanů i například představitelé Charty 77). Hana tehdy byla mezi několika odvážnými, kdo nad Wonkovou rakví pronesli veřejný projev: „Byl jsi příliš nepohodlný, příliš nekompromisní, příliš nebezpečný pro mocné této země, ale především tohoto kraje, této periferie, kde jako by se stále vznášel duch pohraničí, krutosti, bezohlednosti a tisícerých křivd.“
Krátce poté podala Hana z práce výpověď. Počítala přitom s dvouměsíční výpovědní lhůtou, avšak vedení školy přistoupilo na okamžité ukončení pracovního poměru, přestože gymnázium tak těsně před maturitami přišlo o jedinou kvalifikovanou němčinářku.
Hana poté dlouho nemohla najít práci, což přitom podle tehdejšího trestního zákona č. 140/1961 Sb. mohlo být nahlíženo jako příživnictví (§ 203 TZ). Až díky pomoci evangelického sboru ve Vrchlabí získala místo pomocné síly v cukrárně, kde pracovala rok. Poté pracovala jako skladnice na stavbě čističky odpadních vod v Hartě.

## Po revoluci
Po sametové revoluci pracovala v Občanském fóru ve Vrchlabí ve dvou komisích, znovu učila, tentokrát na gymnáziu ve Vrchlabí, byla členkou rady města a zastupitelstva a vrchlabské Komise sociální a zdravotní. Pečovala o komunitní život, mj. patřila k zakládajícím členům SEM Přátelé Herlíkovic nebo Okrašlovacího spolku ve Vrchlabí.
Navazovala kontakty se sudetskými Němci, aktivně rozvíjela česko-německé a česko-polské vztahy například na platformě partnerství s německým Baunatalem či polskými Kowary. Její zásluhou byl vybudován pomníček na Věřině cestě ve Špindlerově Mlýně, kde bylo v květnu 1945 zastřeleno 22 německých obyvatel města. Jazyky zůstaly její celoživotní vášní: jako středoškolská učitelka se věnovala němčině daleko nad rámec povinností (partnerství, projektové dny, překladatelská studentská cena), tlumočila a překládala, na sklonku života přeložila knihu Petera Zimmerlinga Evangelická mystika.
V roce 2017 organizace Člověk v tísni udělila Haně Jüptnerové Cenu Příběhů bezpráví.
Po dlouhé nemoci zemřela 7. října 2019 ve Vrchlabí.
Dne 23. října 2019 vysadili přátelé Hany Jüptnerové buk ve vrchlabském zámeckém parku na její památku.